# Guthichaur
Guthichaur (nep. गुठीचौर) – gaun wikas samiti w zachodniej części Nepalu w strefie Karnali w dystrykcie Jumla. Według nepalskiego spisu powszechnego z 2001 roku liczył on 417 gospodarstw domowych i 2491 mieszkańców (1176 kobiet i 1315 mężczyzn).